# Čop
Čop (in ucraino Чоп?; in jidisch: טשאָפ Tschop; in ungherese: Csap) è  una città ucraina (8 626 abitanti), nel distretto di Užhorod nell'oblast' della Transcarpazia. Ospita l'amministrazione della comunità territoriale di Čop, una delle comunità territoriali dell'Ucraina.
Fino al 18 luglio 2020 Čop costituiva una città di rilevanza regionale e come tale non apparteneva a nessun distretto. Come parte della riforma amministrativa che ha ridotto a sei il numero dei distretti dell'oblast' della Transcarpazia, la città fu integrata nel distretto di Užhorod.
È separata dalla città ungherese di Záhony dal fiume Tibisco, di cui sta sulla riva destra. Esistono diversi nomi alternativi usati per questa città: in ungherese: Csap, slovacco: Čop, tedesco: Tschop, rumeno: Ciop, polacco: Czop, russo: Чоп.

## Storia
Come il resto della Transcarpazia, Csap (come era allora nota) fece parte del Regno di Ungheria fino al 1920, quando, a seguito del Trattato di Trianon del dopoguerra, fu inclusa nella Cecoslovacchia, all'interno della regione della Slovacchia (non in quella della Rutenia subcarpatica. A monte della seconda guerra mondiale, con il Primo Arbitrato di Vienna, divenne di nuovo ungherese. Nel 1945 entrò a far parte della Repubblica socialista sovietica ucraina (ora Ucraina), adottando la versione ucraina del suo nome, "Чоп".

## Società

### Evoluzione demografica
Secondo il censimento nazionale ucraino, nel 2001 Čop aveva una popolazione di 8.919 abitanti, di cui il 40% ucraini, il 39,2% ungheresi e il restante 20,8% rom, russi, slovacchi, bielorussi ed ebrei.

## Infrastrutture e trasporti
Čop è un importante nodo ferroviario in Ucraina, dove la linea ferroviaria Leopoli-Stryj-Budapest incontra la linea Leopoli-Užhorod-Košice. C'è anche una linea che va verso est verso la Romania via Korolevo e Halmeu, sebbene al momento non ci siano servizi passeggeri regolari.
Vicino a Čop ci sono anche passaggi di frontiera ferroviari e autostradali internazionali verso l'Ungheria e la Slovacchia e anche verso il punto più occidentale dell'Ucraina. La prima città oltre il confine in Slovacchia è Čierna nad Tisou mentre in Ungheria, la prima città è Záhony.

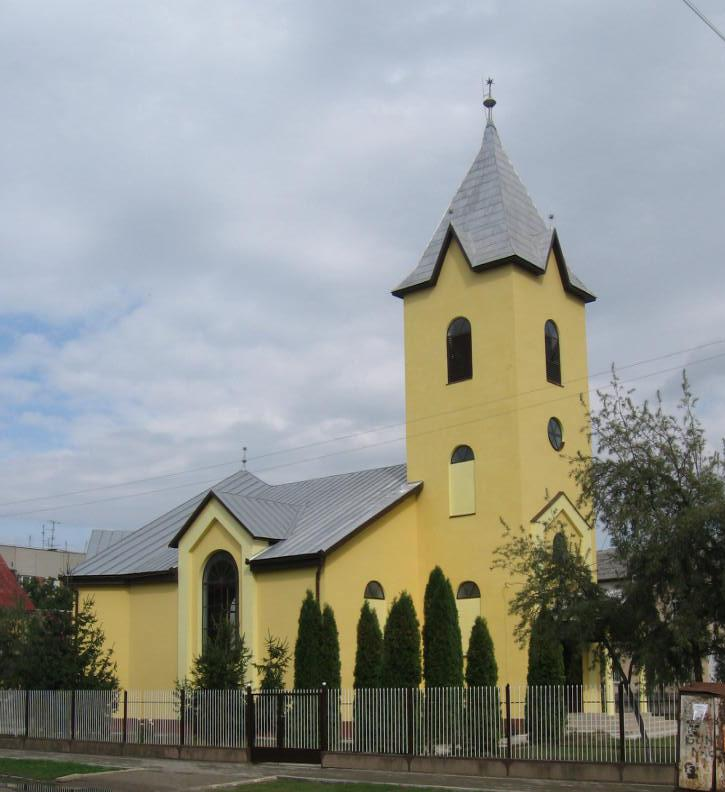
La nuova chiesa di Čop
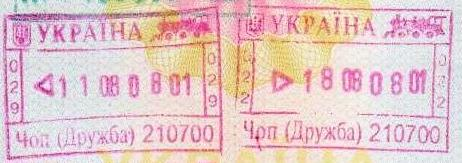
Timbri di passaporto di Čop
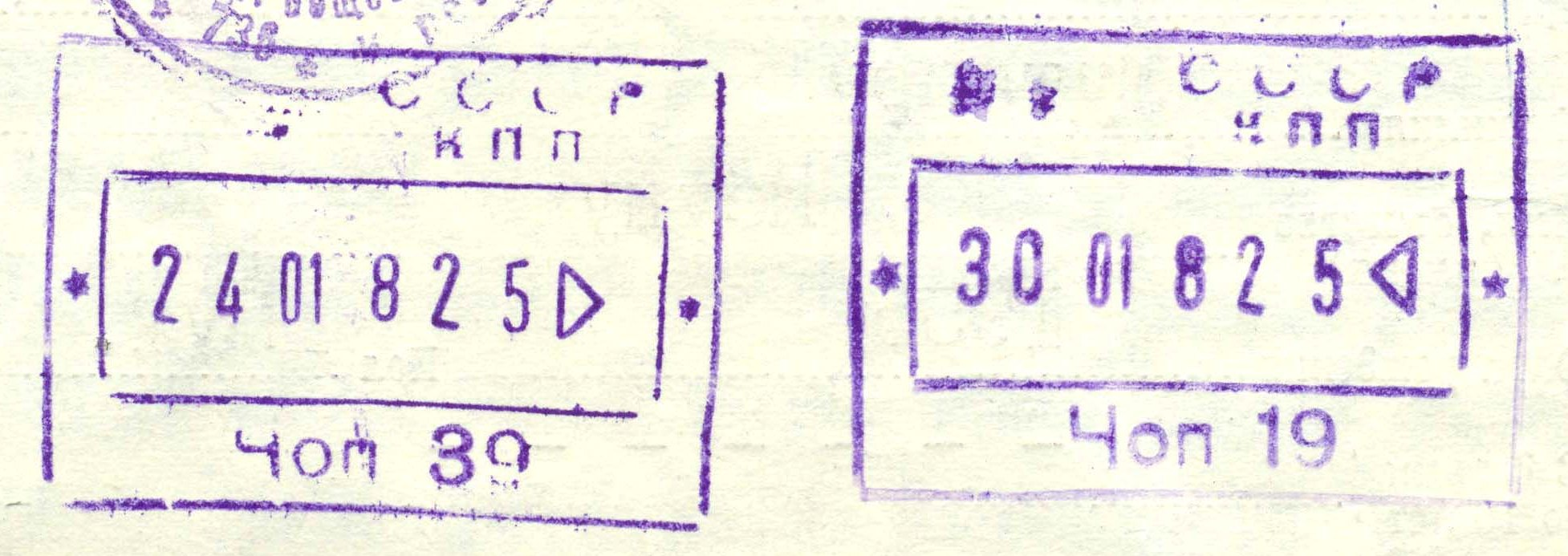
Vecchi timbri di passaporto del posto frontiera sovietico di Čop (1982)
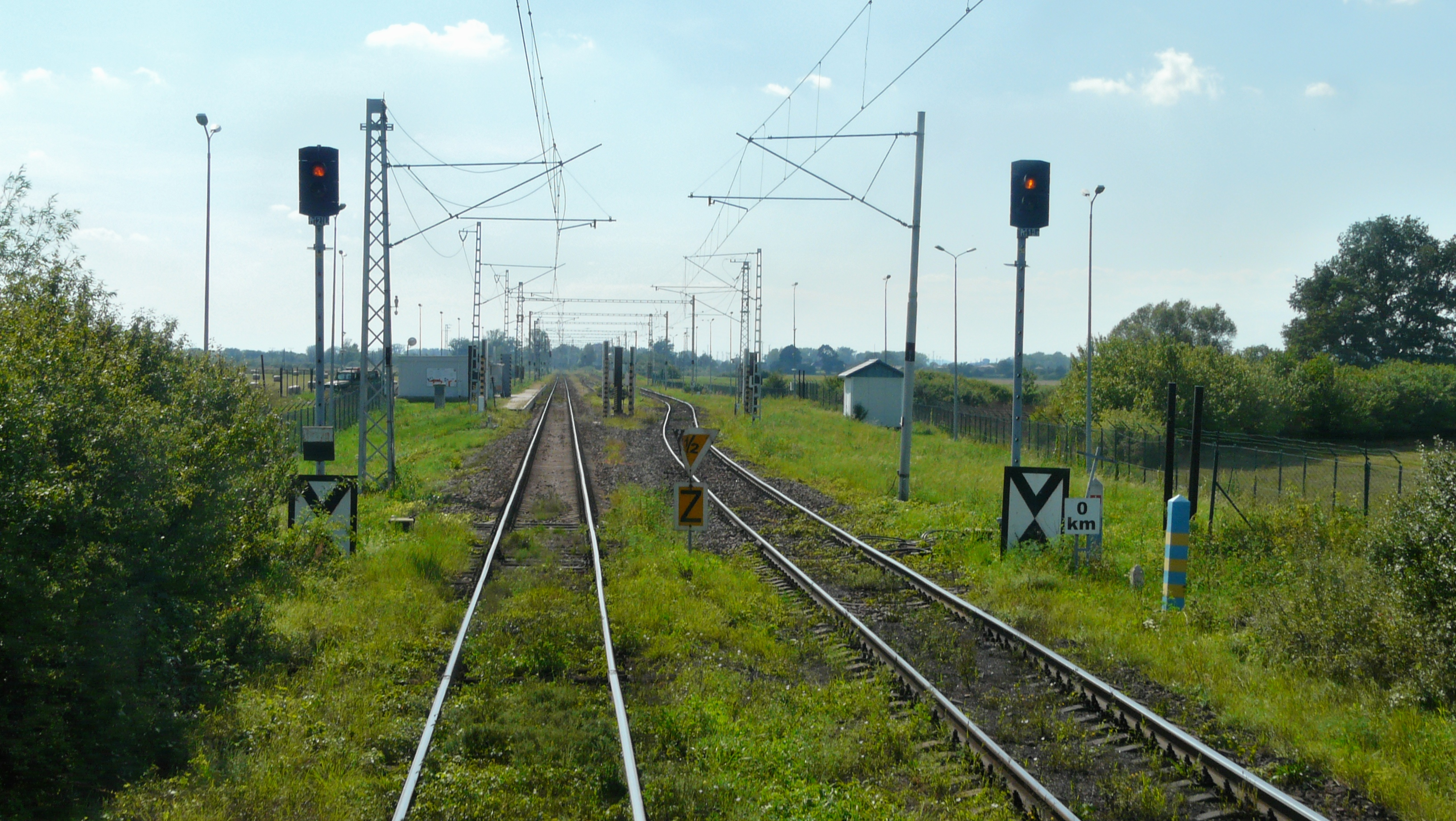
Posto di frontiera ferroviario